# Before Watchmen

Before Watchmen: Ozymandias, arte de Jae Lee

Before Watchmen (em português: Antes de Watchmen) é uma série de histórias em quadrinhos publicadas originalmente nos EUA pela DC Comics em 2012. Serviu como prequel para as 12 edições da minissérie Watchmen do escritor Alan Moore e do artista Dave Gibbons, o projeto é composto de oito minisséries e um one-shot (embora no início tenham sido planejados dois) perfazendo um total de 37 edições.
No Brasil, a editora Panini começou a publicar a minissérie em maio de 2013 em formato de coletâneas e foi encerrada em dezembro de 2013, depois de 8 volumes publicados.

## Histórico da publicação
Moore declarou em entrevista ao The Comics Journal em 1985 que se a minissérie Watchmen fosse bem sucedida, ele e Gibbons, possivelmente, poderiam criar uma série prequel de 12 edições chamada Minutemen, a equipe de heróis da década de 1940 da história.
Em 2010, Moore disse à revista Wired que recebeu uma proposta da DC para escrever mais HQ's no universo de Watchmen, que seriam prelúdios e sequências da minissérie, e caso concordasse, ele ganharia os direitos autorais definitivos sobre Watchmen. Moore, porém, disse não. E ainda acrescentou que "se tivessem dito isso 10 anos atrás, quando eu fiz esse pedido, aí poderia ter dado certo ... Mas hoje em dia não quero Watchmen de volta. Com certeza não nesses termos." A Wired também ouviu os co-publishers da DC, Dan DiDio, ex-editor-chefe e Jim Lee sobre as declarações de Moore, e Dan DiDio respondeu: " DC Comics só revisaria esses personagens icônicos se a visão criativa de qualquer novidade proposta combinasse com a qualidade definida por Alan Moore e Dave Gibbons há quase 25 anos e nossa primeira discussão sobre qualquer coisa seria naturalmente com os próprios criadores."
Após meses de rumores sobre potenciais projetos de prelúdios e continuações de Watchmen, em fevereiro de 2012 a DC anunciou sete minisséries prequel chamada "Before Watchmen" ["Antes de Watchmen", em tradução literal]: Rorschach, Minutemen, Dr. Manhattan, Comedian, Silk Spectre, Nite Owl e Ozymandias. As HQ's foram escritas por J. Michael Straczynski, Brian Azzarello, Darwyn Cooke e Len Wein, desenhadas por Lee Bermejo, J. G. Jones, Adam Hughes, Andy Kubert, Joe Kubert e Amanda Conner. Cada edição apresentou uma história secundária de duas páginas com "Curse of the Crimson Corsair", escrita por Len Wein e desenhada pelo colorista original de Watchmen, John Higgins. A história secundária foi inspirado em Tales of the Black Freighter e expandiu a história de pirata que faz parte da narrativa paralela de Watchmen. O one-shot Before Watchmen: Epilogue foi anunciado, mas permanece inédito de publicação.
Gibbons notou que,
A série original de Watchmen foi a história completa que Alan Moore e eu queríamos contar. No entanto, compreendo os motivos que a DC têm para essa iniciativa e o desejo dos escritores e artistas envolvidos em homenagear nosso trabalho. Que estes acréscimos tenham o sucesso que almejam".
Procurado pelo New York Times, o próprio Moore limitou-se a repetir que não gosta da ideia e que "tendo a levar esta última notícia como a confirmação de que eles [a DC] ainda dependem de ideias que eu tive 25 anos atrás". Questionado se pretende abrir um processo contra a DC - que, apesar de Moore reclamar de "contratos draconianos", tem todos os direitos sobre Watchmen -, o escritor britânico diz que não. "Não quero dinheiro. Só quero que isso não aconteça. (...) Até onde seu sei, não existe nem prelúdio nem continuação de Moby Dick".
Moore explicou,
"Se você é um leitor que só quer ver seus personagens prediletos eternamente à sua disposição e não dá a mínima para quem os criou, provavelmente você não é o leitor que eu quero. Tenho um respeito imenso pelo meu público. Sempre que encontro estas pessoas, presumo que seja gente inteligente, com escrúpulos. Mas quem quiser comprar esses prelúdios de Watchmen estará me fazendo um grande favor se parar de comprar minhas outras obras" [...] "É óbvio que não tenho como controlar isso. Mas espero que você não vá querer comprar uma HQ sabendo que o autor tem desprezo total pela sua pessoa. Espero que isso baste.".

## Títulos originais

### Before Watchmen: Minutemen(seis edições)
Roteiro/Arte: Darwyn Cooke.
Data de publicação: Agosto de 2012 — Janeiro de 2013[carece de fontes?]
Hollis Mason, o Coruja [ou "Nite Owl"] original, conta a gênese e as façanhas dos Minutemen ["Homens-Minuto"] durante a década de 1940, e na sua aposentadoria, ele enfrenta oposição à publicação de sua autobiografia, Under the Hood ["Sob o capuz"] no início dos anos de 1960, que irá revelar os bastidores do universo dos vigilantes. Estreou com crítica positiva.

### Before Watchmen: Silk Spectre(quatro edições)
Roteiro: Darwyn Cooke e Amanda Conner. Arte: Amanda Conner
Data de publicação: Agosto de 2012 — Novembro de 2012[carece de fontes?]
A história remete ao passado de Laurie Jupiter e ao conflito familiar com sua mãe, Sally, a ex-Espectral que busca tornar a filha sua substituta como a Espectral. A reviravolta fica para a fuga de Laurie para a São Francisco dos anos 1960, em uma simbólica van multicolorida, na qual a protagonista, junto com seu primeiro amor, o filho de militar Greg, embarca numa experiência letárgica regada a LSD e liberdade. A história estreou com avaliação mista.

### Before Watchmen: Comedian(seis edições)
Roteiro: Brian Azzarello. Arte: J. G. Jones.
Data de publicação: Agosto de 2012 — Janeiro de 2013[carece de fontes?]
O argumento revela a história de Edward Blake, o Comediante e sua relação com a família Kennedy durante suas façanhas no violenta período do Vietnã. Estreou com crítica majoritariamente negativa.

### Before Watchmen: Nite Owl(quatro edições)
Roteiro: J. Michael Straczynski. Arte: Andy e Joe Kubert
Data de publicação: Agosto de 2012 — Fevereiro de 2013[carece de fontes?]
A trama se passa no início dos anos de 1960, onde Daniel Dreiberg, de 15 anos, é treinado por Hollis Mason, o Coruja que liderou a equipe de vigilantes Minutemen, enquanto narra suas primeiras aventuras como o segundo Coruja ["Coruja II", ou "Nite Owl II"]. A história estreou com a maioria das avaliações positivas.

### Before Watchmen: Ozymandias(seis edições)
Roteiro: Len Wein. Arte: Jae Lee
Data de publicação: Setembro de 2012 — Abril de 2013[carece de fontes?]
A história mostra Adrian Veidt, o Ozymandias e seu seu sonho. Um sonho de construir um planeta melhor e mais justo,onde nenhum ser humano tenha de conhecer a miséria, a escravidão e a guerra. E por esse sonho ele está disposto a sacrificar sua própria humanidade. O enredo da HQ mostra Ozymandias, uma das mais ricas e intrigantes criações de Alan Moore e Dave Gibbons em Watchmen, suas origens e trajetória esmiuçadas pelos consagrados Len Wein e Jae Lee em um conto sobre altruísmo e crueldade, e sobre a tênue e frágil linha que separa as duas coisas. A história estreou com maioria das avaliações positivas.

### Before Watchmen: Rorschach(quatro edições)
Roteiro: Brian Azzarello. Arte: Lee Bermejo
Data de publicação: Outubro de 2012 — Abril de 2013[carece de fontes?]
A história segue Rorschach, um homem sem amigos, sem esperança e sem medo de nada, solto na condenada cidade de Nova York. A história traz um prólogo que desvenda um pouco mais da personalidade de um dos principais personagens criados por Alan Moore em Watchmen. A história estreou com avaliações mistas.

### Before Watchmen: Dr. Manhattan(quatro edições)
Roteiro: J. Michael Straczynski. Arte: Adam Hughes
Data de publicação: Outubro de 2012 — Abril de 2013[carece de fontes?]
A história explora os diferentes universos que o Doutor Manhattan alter ego de Jon Osterman observa simultaneamente. Ela também acrescenta um novo elemento notável às origens de Osterman e sobre a sua vinda para a América fugindo do Terceiro Reich. A série estreou com avaliação positiva.

### Before Watchmen: Moloch(duas edições)
Roteiro: J. Michael Straczynski. Arte: Eduardo Risso
Data de publicação: Janeiro de 2013 — Fevereiro de 2013[carece de fontes?]
Moloch, alter ego de Edgar William Jacobi, foi um dos mais temidos adversários dos Minutemen. A história revela informações sobre a infância de Moloch, seus tempos de vilania e novos detalhes sobre sua morte. Segundo as avaliação agregada do Comic Book Roundup, a série recebeu pontuação média de 5.8/10 com base em 12 críticas publicadas.

### Before Watchmen: Dollar Bill(one-shot)
Roteiro: Len Wein. Arte: Steve Rude
Data de publicação: Março de 2013[carece de fontes?]
A história explora Bill Brady, o herói e integrante da equipe Minutemen conhecido como Dollar Bill.

### Ainda sem publicação

#### Before Watchmen: Epilogue(edição especial)
Roteiro: Vários. Arte: Vários
A edição especial Before Watchmen: Epilogue que seria um especial com colaboração de vários quadrinistas foi cancelada. Traria também o fechamento da história do Crimson Corsair, escrita por Len Wein e desenhada por John Higgins. Higgins foi quem escreveu e desenhou as histórias secundárias Crimson Corsair que apareceram na maioria das publicações de Before Watchmen.

## Coletâneas originais
A DC coletou Before Watchmen em quatro encadernados de capa dura e capa cartão, agrupadas por autor.
- Darwyn Cooke: Before Watchmen: Minutemen/Silk Spectre.
  - Histórias originais: Before Watchmen: Minutemen #1–6 e Before Watchmen: Silk Spectre #1–4.
  - Capa dura: 288 páginas, 2013, ISBN 978-1401238926.[46] Capa comum: 288 páginas, 2014, ISBN 978-1401245122.[47]
- Brian Azzarello: Before Watchmen: Comedian/Rorschach
  - Histórias originais: Before Watchmen: Comedian #1–6 e Before Watchmen: Rorschach #1–4.
  - Capa dura: 256 páginas, 2013, ISBN 978-1401238933.[48] Capa comum: 256 páginas, 2014, ISBN 978-1401245139.[49]
- J. Michael Straczynski: Before Watchmen: Nite Owl/Dr. Manhattan (também incluiu Before Watchmen: Moloch)
  - Histórias originais: Before Watchmen: Nite Owl #1–4, Before Watchmen: Dr. Manhattan #1–4 e Before Watchmen: Moloch #1–2.
  - Capa dura: 288 páginas, 2013, ISBN 978-1401238940.[50] Capa comum: 288 páginas, 2014, ISBN 978-1401245146.[51]
- Len Wein: Before Watchmen: Ozymandias/Crimson Corsair (também incluiu Before Watchmen: Dollar Bill)
  - Histórias originais: Before Watchmen: Ozymandias #1–6, “Curse of the Crimson Corsair" e Before Watchmen: Dollar Bill #1.
  - Capa dura: 256 páginas, 2013, ISBN 978-1401238957.[52] Capa comum: 256 páginas, 2014, ISBN 978-1401245153.[53]

## Publicação no Brasil
No Brasil, um dos projetos mais aguardados dos últimos anos, a minissérie Antes de Watchmen!, foi publicada em formato encadernado — 17 x 26 cm, capa cartão, papel LWC, lombada quadrada — pela editora Panini Comics, entre maio e dezembro de 2013. O material trouxe em cada volume a história completa de cada personagem, mais um trecho de The Curse of the Crimson Corsair, história publicada originalmente como material backup nas páginas finais das revistas estadunidenses.

### Coletâneas publicadas
- Antes de Watchmen: Coruja — compilando Before Watchmen: Comedian #1 (II), Before Watchmen: Night Owl #1–4, Before Watchmen: Silk Spectre #1 (II) e Before Watchmen: The Minutemen #1 (II). 108 páginas. Maio de 2013. ISBN 978-8542600278.[56]
- Antes de Watchmen: Espectral — compilando Before Watchmen: Comedian #2 (II), Before Watchmen: Ozymandias #1 (II), Before Watchmen: Silk Spectre #1 (I+II), Before Watchmen: Silk Spectre #3–4 (I) e Before Watchmen: The Minutemen #2 (II). 108 páginas. Junho de 2013. ISBN 978-8542600285.[57]
- Antes de Watchmen: Rorschach — compilando Before Watchmen: Rorschach #1–4, Before Watchmen: Comedian #2 (II), Before Watchmen: Manhatan #1 (II), Before Watchmen: Nite Ow #2 (II) e Before Watchmen: Ozymandias #1 (II). 108 páginas. Julho de 2013. ISBN 978-8542600292.[35]
- Antes de Watchmen: Dr. Manhattan — compilando Before Watchmen: Comedian #3 (II), Before Watchmen: Dr. Manhattan #1–4, Before Watchmen: The Minutemen #3 (II), Before Watchmen: Nite Owl #3 (II) e Before Watchmen: Silk Spectre #3 (II). 108 páginas. Agosto de 2013. ISBN 978-8542600308.[58]
- Antes de Watchmen: Comediante — compilando Before Watchmen: Comedian #1–6, Before Watchmen: Dr. Manhattan #2 (II), Before Watchmen: The Minutemen #4 (II), Before Watchmen: Ozymandias #3 (II), Before Watchmen: Rorschach #2 (II) e Before Watchmen: Silk Spectre #4 (II). 140 páginas. Setembro de 2013. ISBN 978-8565484855.[59]
- Antes de Watchmen: Ozymandias — compilando Before Watchmen: Comedian #4 (II), Before Watchmen: Moloch #1 (II), Before Watchmen: Ozymandias #1–6 e Before Watchmen: Ozymandias #4 (II). 148 páginas. Outubro de 2013. ISBN 978-8565484862.[31]
- Antes de Watchmen: Dollar Bill & Moloch — compilando Before Watchmen: Dollar Bill, Before Watchmen: Minutemen #5 (II), Before Watchmen: Moloch #1–2 e Before Watchmen: Rorschach #3 (II). 84 páginas. Novembro de 2013. ISBN 978-8542600803.[60]
- Antes de Watchmen: Minutemen — compilando Before Watchmen: Manhattan #3 (II), Before Watchmen: Minutemen #1–6 e Before Watchmen: Moloch #2 (II). 156 páginas. Dezembro de 2013. ISBN 978-8542600858.[61]